# Alida Bosshardt

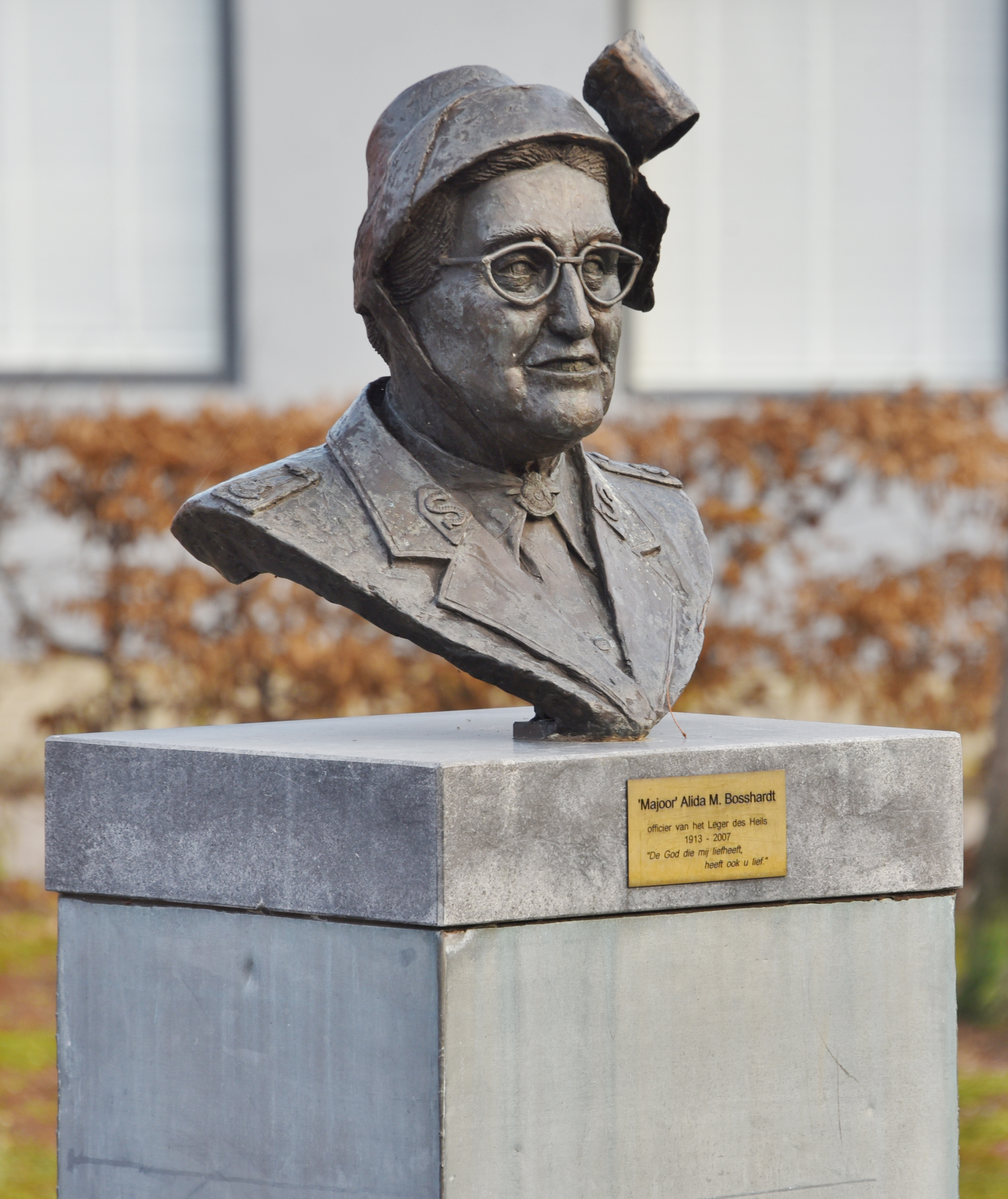

Alida Margaretha Bosshardt (ur. 8 czerwca 1913 w Utrechcie, zm. 25 czerwca 2007 w Amsterdamie) – holenderska działaczka humanitarna, oficer Armii Zbawienia.
Była córką katolika i protestantki, po ukończeniu szkół pracowała w handlu materiałami prowadzonym przez stryja. W wieku 18 lat po raz pierwszy uczestniczyła w spotkaniu członków Armii Zbawienia. Wkrótce zaangażowała się w działalność w organizacji, m.in. odbyła szkolenie w placówce Armii Zbawienia w Amstelveen, a od 1934 pracowała w domu dziecka „De Zonnehoek” koło Amsterdamu. W czasie II wojny światowej udzielała w tym domu schronienia dzieciom z rodzin żydowskich.
Po wojnie pracowała początkowo w holenderskiej centrali Armii Zbawienia w Amsterdamie. Dostrzegła wówczas potrzebę zaangażowania Armii w słynnej amsterdamskiej dzielnicy prostytutek De Wallen. Po uzyskaniu zgody przełożonych podjęła tam pracę misyjną, organizując m.in. w 1948 dom pomocy pod nazwą Centrum Dobrej Woli oraz coroczne uroczystości świąteczne z okazji Bożego Narodzenia. W 1965 pod jej opieką dzielnicę odwiedziła – w mundurze Armii Zbawienia – następczyni tronu księżniczka Beatrix. Działalność Alidy Bosshardt przyniosła jej sławę i popularność w Holandii (m.in. w 1959 wystąpiła w programie telewizyjnym Anders dan anderen), a także awans w hierarchii Armii Zbawienia na stopień pułkownika, pozostała jednak znana jako „major Bosshardt” (Majoor Bosshardt). Była uważana za symbol Armii Zbawienia w Holandii, a dowodem na jej ciągłą obecność w pamięci rodaków było 16. miejsce w plebiscycie na „największego Holendra” w 2004. Po odejściu w stan spoczynku w 1978 kontynuowała swoją działalność, występowała w telewizji, zabierała głos na spotkaniach kościelnych i konferencjach. Od końca 2005, ze względu na pogorszenie stanu zdrowia (choroba serca i nerek), nie uczestniczyła w życiu publicznym. Zmarła w czerwcu 2007.
Była odznaczona m.in. holenderskim Orde van Oranje Nassau oraz tytułem Sprawiedliwy wśród Narodów Świata (oba odznaczenia przyznano jej w 2004). Jej imię nadano nagrodzie za działalność humanitarną, przyznawanej od 2006 w Holandii.